# ولاية بخارى
ولاية بخارى (بالإنجليزية: Bukhara Region)‏ هي إحدى ولايات أوزبكستان تقع في الوسط الجنوبي من أوزبكستان. يقدر عدد سكانها بـ 1,543,900 نسمة.